# Busicom

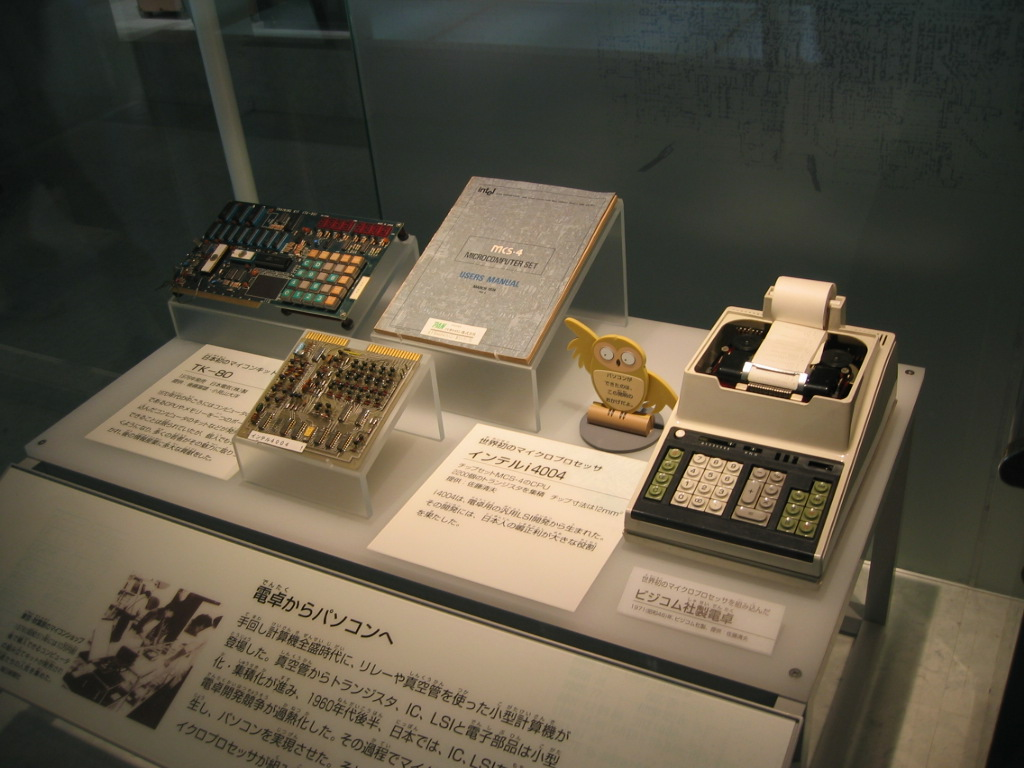
A la izquierda, el kit NEC TK 80, basado en el chip Intel 8080, en el centro, la placa de la calculadora Busicom basada en el chip Intel 4004, y a la derecha, la calculadora Busicom ya montada, en Ueno, Tokio

Busicom fue una compañía japonesa propietaria de los derechos del primer microprocesador, el Intel 4004, que se creó en asociación con Intel en 1970.
Busicom le pidió a Intel diseñar un conjunto de circuitos integrados para una nueva línea de calculadoras electrónicas programables en 1969. Al hacer esto, se estimuló la invención del primer microprocesador para ser comercializado, el Intel 4004. Busicom poseía los derechos exclusivos del diseño y de sus componentes en 1970, pero compartida con Intel en 1971.
Dos empresas han hecho negocios como "Busicom" en los últimos años; La Nippon Calculating Machine Corp, Ltd y Broughtons & Co.(Bristol) Ltd del Reino Unido.

## Nippon Calculating Machine Corporation, Ltd

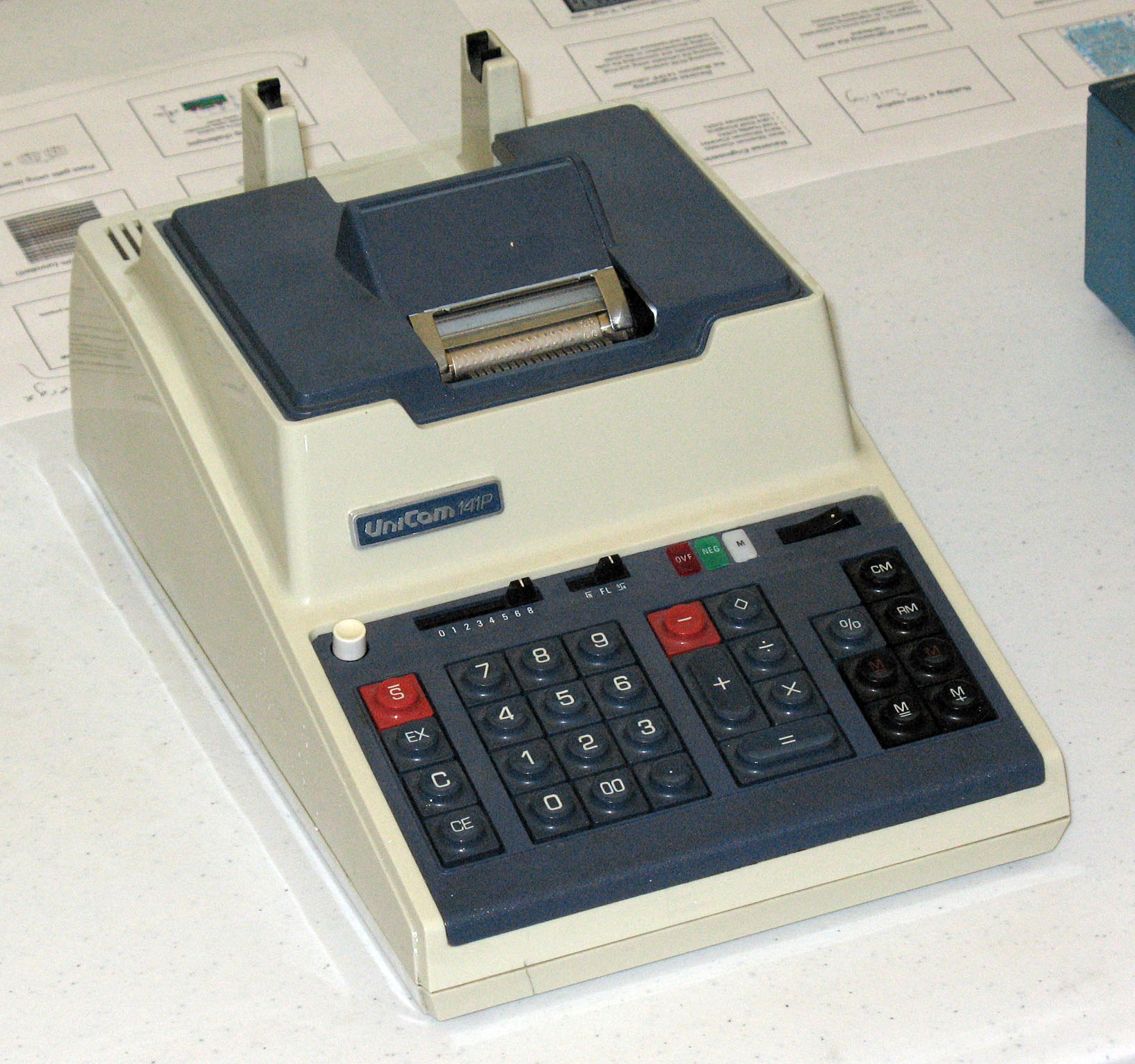
El Unicom 141P y el NCR 18-36 fueron versiones OEM de la Busicom 141-PF

### Historia
La Nippon Calculating Machine Corp fue incorporada en 1945 y cambió su nombre en 1967 a Business Computer Corporation, Busicom. Debido a la recesión en Japón en 1974, Busicom fue la primera gran compañía japonesa en la industria de la calculadora que fracasó. Originalmente, hicieron calculadoras mecánicas de tipo Odhner y luego pasaron a las calculadoras electrónicas siempre con el estado de los diseños de arte. Ellos crearon la primera calculadora con un microprocesador en la parte superior de la línea de máquinas y fueron los primeros en crear calculadoras con un chip de calculadora, el MK6010 Mostek, para su línea de máquinas de bajo costo.
Una de sus últimas calculadoras mecánicas es la HL-21, un tipo de máquina Odhner.

Su primera calculadora con un microprocesador es la Busicom 141-PF.
Su entrada basada en las calculadoras, la Busicom LE-120A (Handy-LE) y LE-120S (Handy), fueron las primeras calculadoras para que quepan en los bolsillos y también las primeras en usar un LED de pantalla.

### Historia del microprocesador según Busicom
Con el fin de limitar los costes de producción, Busicom quería diseñar una máquina calculadora que se basaría en algunos circuitos integrados (CI), contengan unos ROMs y registros de desplazamiento y que podrían adaptarse a una amplia gama de calculadoras tan solo cambiando los chips CI ROM. Ingenieros de Busicom se acercaron con un diseño que requiere 12 CI's y pidieron a Intel, una empresa fundada un año antes en 1968 con el propósito de crear un estado sólido RAM, para finalizar y fabricar su motor de calculadora.
Ted Hoff fue asignado al proyecto y después de estudiar el diseño se le ocurrió una forma mucho más elegante, implementación de 4 circuitos integrados centrados en lo que se convertiría en el microprocesador 4004 rodeado de una mezcla de 3 diferentes CI's que contienen ROM, registros de desplazamiento, puertos de entrada/salida y algo de RAM (el primer producto de Intel fue el primer dispositivo de memoria de estado sólido, el 3101).
La gestión de Busicom de acuerdo al nuevo diseño de Hoff y los chips, fueron entregados a finales de 1970.
A mediados de 1971 Busicom, que tenía el derecho exclusivo del diseño y de sus componentes, entonces pidió a Intel bajar sus precios. Intel renegoció su contrato y Busicom renunció a los derechos exclusivos de los chips.
Unos meses más tarde, el 15 de noviembre de 1971, Intel anunció la disponibilidad inmediata del primer microprocesador de la familia chipset, el MSC-4 (todo desde el diseño Busicom) con un anuncio en Electronic News.

## Broughtons & Co.(Bristol), Ltd
Broughtons de Bristol es una empresa de venta y mantenimiento de una amplia línea de máquinas de oficina. Compran la mayor parte de su equipo en Busicom y compraron su nombre comercial cuando se declaró en quiebra en 1974.